# Stracena tottea
Stracena tottea är en fjärilsart som beskrevs av Swinhoe 1903. Stracena tottea ingår i släktet Stracena och familjen tofsspinnare. Inga underarter finns listade i Catalogue of Life.